# Пекмез од шљива
„Пекмез од шљива” је југословенски кратки филм из 1973. године. Режирао га је Јован Аћин који је написао и сценарио.